# Carol Kuhlthau
Carol Collier Kuhlthau (* 2. prosince 1937) je emeritní profesorka Rutgersovy univerzity na oddělení Knihovnictví a informační vědy. Jako pedagožka, výzkumnice a informační vědkyně se zabývá výukou ve školních knihovnách, informační gramotností a vyhledáváním informací.

## Vzdělání
Kuhlthau v roce 1959 vystudovala obor se zaměřením na vzdělávání dětí v raném věku a obdržela titul B.S. na Keanově univerzitě. V roce 1974 vystudovala obor služby školních knihoven a obdržela titul M.L.S na Rutgersově univerzitě. Roku 1983 obdržela doktorát Ed.D. na Rutgersově univerzitě v oboru Anglické vzdělávání. Jako název své disertační práce si zvolila „Proces knihovního výzkumu: Případové studie a intervence s žáky posledních ročníků střední školy ve vyšších anglických kurzech pomocí Kellyho teorie konstruktů.“

## Kariéra

### Vzdělávací činnost
Po vystudování Keanovy univerzity v roce 1959 začala učit na Brooklake School v New Jersey. Mezi roky 1962–1963 působila jako učitelka na Lord Stirling School. V roce 1984 byla hostující lektorkou na Rutgersově univerzitě v New Jersey. V roce 2006 se stala emeritní profesorkou na oddělení Knihovnictví a informační vědy Rutgersovy univerzity, kde působí až do roku 2024. Roku 2006 byla hostující profesorkou na zahraničních univerzitách na pedagogické fakultě v Hong Kongu a na Strossmayerově univerzitě na katedře informačních studií v Chorvatsku. V roce 2007 hostovala jako profesorka na Aberdeen Business School na katedře informačního managementu ve Skotsku.

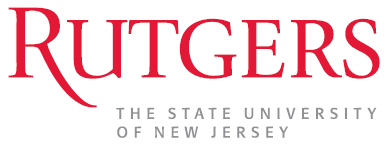
Logo Rutgersovy univerzity

### Knihovnická činnost
Mezi lety 1974–1975 pracovala jako školní knihovnice na Parsons School v New Jersey. Poté v letech 1975–1978 byla vzdělávací specialistkou na Township High v New Jersey. Během let 1978–1980 pokračovala jako vzdělávací specialistka na Lawrence Brook School v New Jersey. Od roku 1980 do roku 1985 pracovala jako hlavní vzdělávací specialistka na East Brunswick High School v New Jersey. Od roku 1985 působí na Fakultě Komunikace, na katedře Informačních studií a knihovnictví na Rutgersově univerzitě v New Jersey. Během let 1999–2002 předsedala vědeckému oddělení Knihovnictví a informační vědy. V letech 1999–2002 byla ředitelkou magisterského programu Knihovnictví a informační vědy. Od roku 2003 do roku 2006 působila jako zakládající ředitelka Centra pro udělování mezinárodních stipendií v oboru knihovnictví.

### Publikační a vědecká činnost
Kuhlthau se během svého života podílela na vytvoření několika publikací. Je autorkou a spoluautorkou 7 knih, podílela se na editaci 4 publikací a vytvoření více než 30 článků a kapitol.
Kuhlthau se ve výzkumné dráze soustředí na proces vyhledávání informací (Information Search Process), který ukazuje uživatelskou perspektivu hledání a využívání informací. Šestifázový model procesu vyhledávání informací zahrnuje tři oblasti zkušeností: afektivní (pocity), kognitivní (myšlenky) a fyzické (akce), které jsou společné pro každou fázi. Výzkum byl zahájen v roce 1981 kvalitativní studií, která se zabývala myšlenkami, jednáním a pocity středoškoláků zasazených do kontextu modelu procesu vyhledávání informací. Od té doby byly fáze procesu vyhledávání informací ověřeny v řadě studií, které aplikovaly jak kvalitativní, tak kvantitativní metody. Kompletní popisy studií a modelu fází jsou uvedeny v Kuhlthau knize Seeking Meaning: A Process Approach to Library and Information Services.

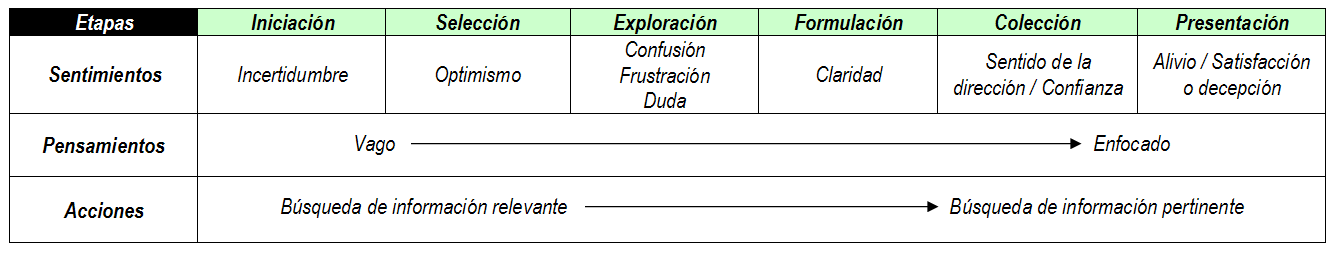
Šestifázový model Procesu vyhledávání informací

Kuhlthau je jednou z nejčastěji citovaných autorek v oboru, a její model procesu vyhledávání informací byl používán dalšími vědci v různých kontextech.

## Vybrané publikace
- Guided Inquiry: Learning in the 21st Century, 2nd edition. With Leslie K. Maniotes and Ann K. Caspari, Libraries Unlimited, 2015.
- Guided Inquiry Design: A Framework for Inquiry in Your School. With Leslie K. Maniotes and Ann K. Caspari, Libraries Unlimited, 2012.
- Guided Inquiry: Learning in the 21st Century. With Leslie K. Maniotes and Ann K. Caspari, Libraries Unlimited, 2007.
- Seeking Meaning: A Process Approach to Library and Information Services, Second ed. Libraries Unlimited, 2004. [7]

## Ocenění
Kuhlthau získala více než 20 ocenění a vyznamenání za svoji práci v oblasti knihovnictví a informační vědy a za rozvoj této disciplíny. Roku 2016 získala Rutgers University School of Communication and Information Distinguished Alumni Award.

### Cena Carol Kuhlthau (The Carol Kuhlthau Award)
Kniha Carol Kuhlthau School Librarian’s Grade-by-Grade Activities Program byla publikovaná roku 1981 a prodalo se více než 30 000 kopií. Roku 2001 vzniklo mezinárodní spojení, kdy Bernadette Campello, profesorka knihovnictví a informačních studií na Federální univerzitě Minas Gerais, navrhla přeložit knihu pro použití brazilskými knihovníky. Campello vedla tým šesti brazilských knihovních profesionálů, kteří knihu přeložili do portugalštiny a aktualizovali ji tak, aby zahrnovala nápady na využívání současných technologií. Kniha byla publikována pod názvem Como Usar a Biblioteca na Escola.
Kuhlthau nadále podporovala knihovní služby pro brazilské děti a věnovala univerzitě finanční dar. Campello finanční použila k vytvoření ceny Carol Kuhlthau, která podporuje hodnotné knihovnické projekty pro děti. V září 2004 byli vybráni první čtyři laureáti z celkových 36 návrhů.